# Полоцкий государственный аграрно-экономический колледж
Полоцкий государственный экономический колледж — государственное среднее специальное учебное заведение Полоцка.

## История
В 1956 году средняя сельскохозяйственная школа по подготовке председателей колхозов была реорганизована в Полоцкий сельскохозяйственный техникум.
В 1956—1976 годах директором техникума был Игорь Жариков. Виктор Шишов возглавлял коллектив в 1976—1985 годах. В 1985—1997 годах директором являлся Николай Шкляр. С 1997 по 2005 год директором техникума, а затем и колледжа являлся Владимир Дюбо.
В 1971 году был построен новый учебный корпус, а в 1979 году был введен в эксплуатацию новый корпус общежития.
В 2002 году приказом Министерства сельского хозяйства и продовольствия Республики Беларусь № 214 Полоцкий сельскохозяйственный техникум был реорганизован в Полоцкий государственный аграрно-экономический колледж.
В 2017 году Полоцкий государственный аграрно-экономический колледж перешел к министерству образования Республики Беларусь и сменил название на Полоцкий государственный экономический колледж.

## Материальная база
Колледж располагает современной вычислительной техникой и коммуникационным оборудованием. Компьютеры колледжа объединены в высокоскоростную локальную сеть. Для изучения специальных и общепрофессиональных дисциплин имеется 6 компьютерных классов, кабинет курсового и дипломного проектирования, лаборатория организации и функционирования ЭВМ и микропроцессорной техники, лаборатории сетевых технологий и периферийного оборудования, схемотехники и архитектуры ПЭВМ. Имеется библиотека, спортивный зал и общежитие.

## Специальности
- Бухгалтерский учет, анализ и контроль.
- Правоведение.
- Программное обеспечение информационных технологий.
- Операционная деятельность в логистике

Существует заочное отделение по специальностям «Бухгалтерский учет, анализ и контроль» и «Правоведение».